# Cypress Hill (album)
Cypress Hill je prvi album legendarne američke hip hop grupe Cypress Hill, izdan je u kolovozu 1991. godine. Album je po izlasku postigao veliki uspjeh te je podjednako hvaljen i od strane kritike i od obožavatelja. Prodaja mu je nadmašila sva očekivanja te je postao dvostruko platinast, čime su Cypress Hill ušli u povijest kao prva latino grupa kojoj je to uspjelo. 
Poznati kao zagovaratelji legalizacije marihuane, grupa u stihovima nekih svojih pjesama slavi njenu konzumaciju ("Stoned Is the Way of the Walk", "Something for the Blunted", "Light Another).
Magazin Source ga je 1998. godine uvrstio među 100 najboljih rap albuma svih vremena.

## Popis pjesama
1. "Pigs" (Freese, Muggerud) – 2:51
2. "How I Could Just Kill a Man" (Freese, Muggerud, Reyes) – 4:16
3. "Hand on the Pump" (Bouldin, Freese, Muggerud) – 4:03
4. "Hole in the Head" (Freese, Muggerud) – 3:33
5. "Ultraviolet Dreams" (Muggerud) – :41
6. "Light Another" (Freese, Muggerud) – 3:17
7. "The Phuncky Feel One" (Freese, Muggerud, Reyes) – 3:28
8. "Break It Up" (Muggerud) – 1:07
9. "Real Estate" (Freese, Muggerud, Reyes) – 3:45
10. "Stoned Is the Way of the Walk" (Freese, Muggerud) – 2:46
11. "Psycobetabuckdown" (Freese, Muggerud) – 2:59
12. "Something for the Blunted" (Muggerud) – 1:15
13. "Latin Lingo" (Freese, Muggerud, Reyes) – 3:58
14. "The Funky Cypress Hill Shit" (Freese, Muggerud) – 4:01
15. "Tres Equis" (Muggerud, Reyes) – 1:54
16. "Born to Get Busy" (Muggerud, Reyes) – 3:00

## Singlovi
| Singlovi                                                                     |
| ---------------------------------------------------------------------------- |
| "The Phuncky Feel One" - B-strana: "How I Could Just Kill a Man"             |
| "Hand On The Pump" - B-strana: "Real Estate"                                 |
| "Latin Lingo" - B-strana: "Stoned is the Way (Reprise)", "Hand On The Glock" |

## Izvođači
- B-Real – pjevač
- Sen Dog – pjevač
- DJ Muggs – produkcija, miksanje

## Top ljestvice

### Albuma
| Godina | Ljestvica              | Pozicija |
| ------ | ---------------------- | -------- |
| 1992.  | The Billboard 200      | #31      |
| 1992.  | Top R&B/Hip Hop Albumi | #4       |
| 1992.  | Top Heatseekers        | #5       |

### Singlova
| Godina | Singl                                              | Ljestvica         | Pozicija |
| ------ | -------------------------------------------------- | ----------------- | -------- |
| 1992.  | "Hand On The Pump"                                 | Hot Rap Singles   | #2       |
| 1992.  | "Latin Lingo"                                      | Hot Rap Singles   | #12      |
| 1992.  | "How I Could Just Kill A Man"                      | Billboard Hot 100 | #77      |
| 1992.  | "The Phuncky Feel One/How I Could Just Kill A Man" | Hot Rap Singles   | #1       |

## Vanjske poveznice
- allmusic.com - Cypress Hill